# Autosegregación
La autosegregación es la separación de un grupo minoritario social o étnico del resto de la sociedad de un estado por el grupo mismo. A través de la autosegregación, los miembros del grupo minoritario pueden establecer sus propios servicios, y mantener sus propias tradiciones y costumbres. Por ejemplo, algunas tribus han preferido quedarse en reservas y no integrarse al resto del Estado. Permaneciendo en una reserva, pueden preservar su lengua y creencias.